# Pyura obesa
Pyura obesa är en sjöpungsart som beskrevs av Sluiter 1912. Pyura obesa ingår i släktet Pyura och familjen lädermantlade sjöpungar.
Artens utbredningsområde är Södra Ishavet. Inga underarter finns listade i Catalogue of Life.